# 海斯廷斯·卡穆祖·班达
海斯廷斯·卡穆祖·班达（1898年—1997年11月25日），马拉维政治人物，非洲独立运动领导人之一，1966年至1994年间任马拉维总统。

## 早年生活
班达出生于尼亚萨兰卡松古的一个契瓦族小农家庭，他具体的出生日期已不可考，一般现在认为其出生于1896年或1902年。幼年时依靠当地基督教教会的资助得到了受教育的机会。1914年，他独自一人长途跋涉，前往南非约翰内斯堡求学。1922年，他受洗为美以美会教徒，在其资助下于1925年前往美国田纳西州留学，主攻医学，1927年获得医学学位。在美期间，他受到著名美国黑人领袖杜波依斯的影响，决定投身于黑人解放运动当中。他的思想在这一时期还受到富兰克林·罗斯福和甘地的影响，这使得他之后主张强势政府和和平主义。为取得在尼亚萨兰的行医资格，班达于1937年前往苏格兰爱丁堡大学攻读学位，1939年，他同争取独立的契瓦族酋长姆瓦塞会面。1941年他获得爱丁堡另一医学学位。1942年，因为尼亚萨兰当地的白人医护人员拒绝和黑人医师合作，班达只好在利物浦开业行医。不久，英国政府征召班达入伍参加二战，但是班达以自己是“和平主义者”为名拒绝，他在利物浦的行医资格因此被取消。

## 政治生涯
1944年，班达被争取独立的尼亚萨兰非洲人国民大会任命为该组织驻英国代表，正式步入政界。在这段时间内，班达同恩克鲁玛、肯雅塔等著名非洲黑人领袖多有接触，并建立了良好关系。他还曾加入英国工党和费边社。
1953年，英国政府决定将北罗得西亚、南罗得西亚和尼亚萨兰合组为“中非联邦”，班达认为这是英国政府阻止尼亚萨兰等地独立的阴谋，激烈抗议，并离开英国前往加纳。这一举动使其俨然成为尼亚萨兰独立运动的象征。1958年，班达应尼亚萨兰非洲人国民大会邀请，回到尼亚萨兰，受到了热烈的欢迎。他以尼亚萨兰非洲人国民大会党主席的身份周游全国，到处发表演说反对联邦制度。殖民政府认为非洲人的憎恨情绪和动乱日益强烈，部分是由于他的缘故，1959宣布紧急状态，他成为独立运动的最高领导人。1959年，班达被英国殖民当局逮捕入狱，尼亚萨兰非洲人国民大会也被迫解散。
1960年，班达被释放，旋即出任马拉维国民大会党主席，继续开展抗议活动。数月后接受英国的立宪建议，在立法议会中赋予尼亚萨兰的非洲人以多数席位。1961年，马拉维国民大会党在尼亚萨兰选举中获胜，班达出任自然资源和地方行政部长。1962年，英国同意尼亚萨兰内部自治，班达出任自治政府首脑。1963年，“中非联邦”宣布解散，班达继续担任尼亚萨兰总理。
1964年7月6日，尼亚萨兰在英联邦内取得独立，改名为马拉维，班达仍任总理。1966年7月6日宣布成立共和国，班达任总统。独立后不久班达内阁的有些成员及因抗议他的独断专行和与南非及葡属殖民地的和解而辞职。1965年爆发了由两名前副部长领导的叛乱，但这起叛乱未能控制农村。1966年马拉维成为班达总统严厉的独裁统治下的一党专政共和国。他紧紧地控制着政府的各个方面，将反对者投入监狱或予以处决。班达在掌权后大权独揽，自身一度兼任外交、国防、财政、新闻等所有重要部门的部长，1971年更是宣布自己为“终身总统”，被外国媒体形容为“更像封建国王”。班达集中一切力量建设国家的基础设施和增加农业生产。他主张同实施种族隔离的南非和罗得西亚保持良好关系，建立起来友好的贸易关系，并推行亲西方的外交政策，马拉维于1967年同南非建交，成为当时唯一一个同南非保持正式外交关系的南部非洲独立国家。为此，南非给与马拉维大量物资援助，并直接援建了其新都利隆圭。
1980年津巴布韦和莫桑比克相继独立之后，班达发觉马拉维已经被敌视南非的诸黑人国家包围，于是又逐渐与南非拉开距离，设法与周边邻国建立良好关系，为此他改善了与津巴布韦总统穆加贝、坦桑尼亚总统尼雷尔和莫桑比克总统萨莫拉·马谢尔的关系。同时，他与美国和英国仍然保持密切联系。
班达在位期间，大力推进马拉维的农业发展，自称为“马拉维第一号农民”，在其任下，马拉维的公共水利设施得到了很大程度的改善。
班达对国内严格控制，实行国民大会党的一党制。他曾经因为有外国记者报道马拉维选举不自由，而于1987年下令驱逐所有外国记者。
班达聚敛了巨大数目的财富，其中包括数个大型烟草农场，但他表示自己拥有这些农场是为了“鼓励马拉维农民努力生产”。他喜欢让少女为其歌舞，但是却阻止其国民穿着短裙或嬉皮装束。他十分羡慕英国的绅士风度，专门模仿伊顿公学建设了一座学校，聘请英国教员教授学生拉丁文和希腊文，并禁止他们使用本部族的语言。

## 对外关系
班达是个反共主义者，上任之初曾颁布法令，严禁马拉维国民同共产主义国家往来，违者重罚重判。1968年越南战争期间，他曾声称“马拉维政府150%支持越南共和国清剿越共。”但1982年，班达放松了其反共外交政策，表示愿同非苏联阵营的欧亚共产主义国家来往；同年，马拉维宣布同北朝鲜建交，班达此后甚至出人意料地同金日成建立了极为良好的私交。1985年马拉维又与罗马尼亚、阿尔巴尼亚签署建交公报。

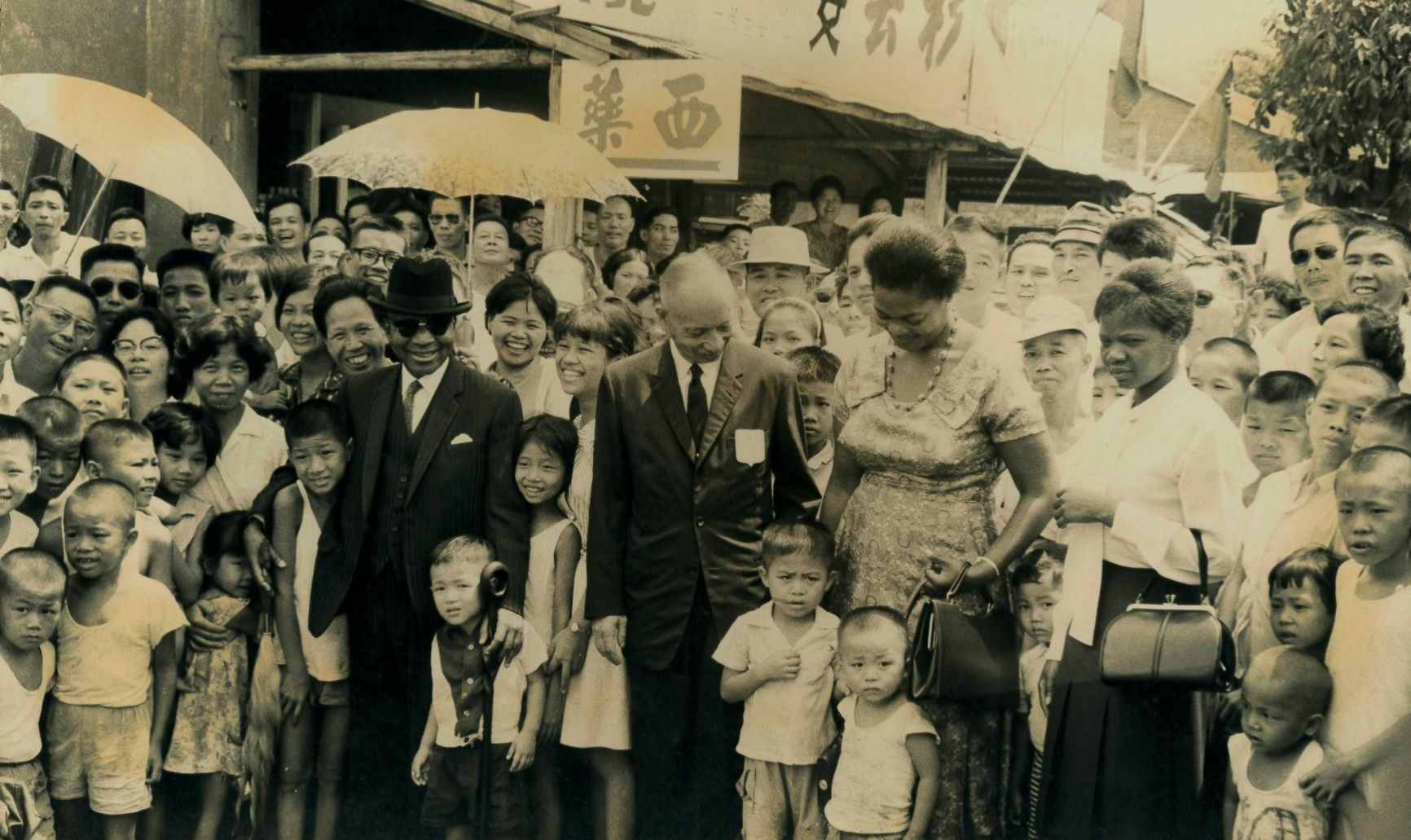
班达在1967年訪問台灣時，受到台北民眾歡迎

冷战时期，出于共同的反共立场，班达治下的马拉维与中华民国关系极为友好、密切，甚至於1967年訪問台灣，與蔣中正互贈勳章。直到1992年，班达才在中间人坦桑尼亚的撮合下，与中华人民共和国进行了初步接触，马拉维通过向中国大陆出口高级烟草和稀土，换取中国大陆的日用品，以及引进中国大陆建筑公司参与马拉维政府部门大楼翻修工程；但班达在卸任总统前，两度拒绝了中华人民共和国的建交要求，直至2007年，即班达逝世10年之后，马拉维才断绝了同中华民国的交往，改与中华人民共和国建交。

## 下台后

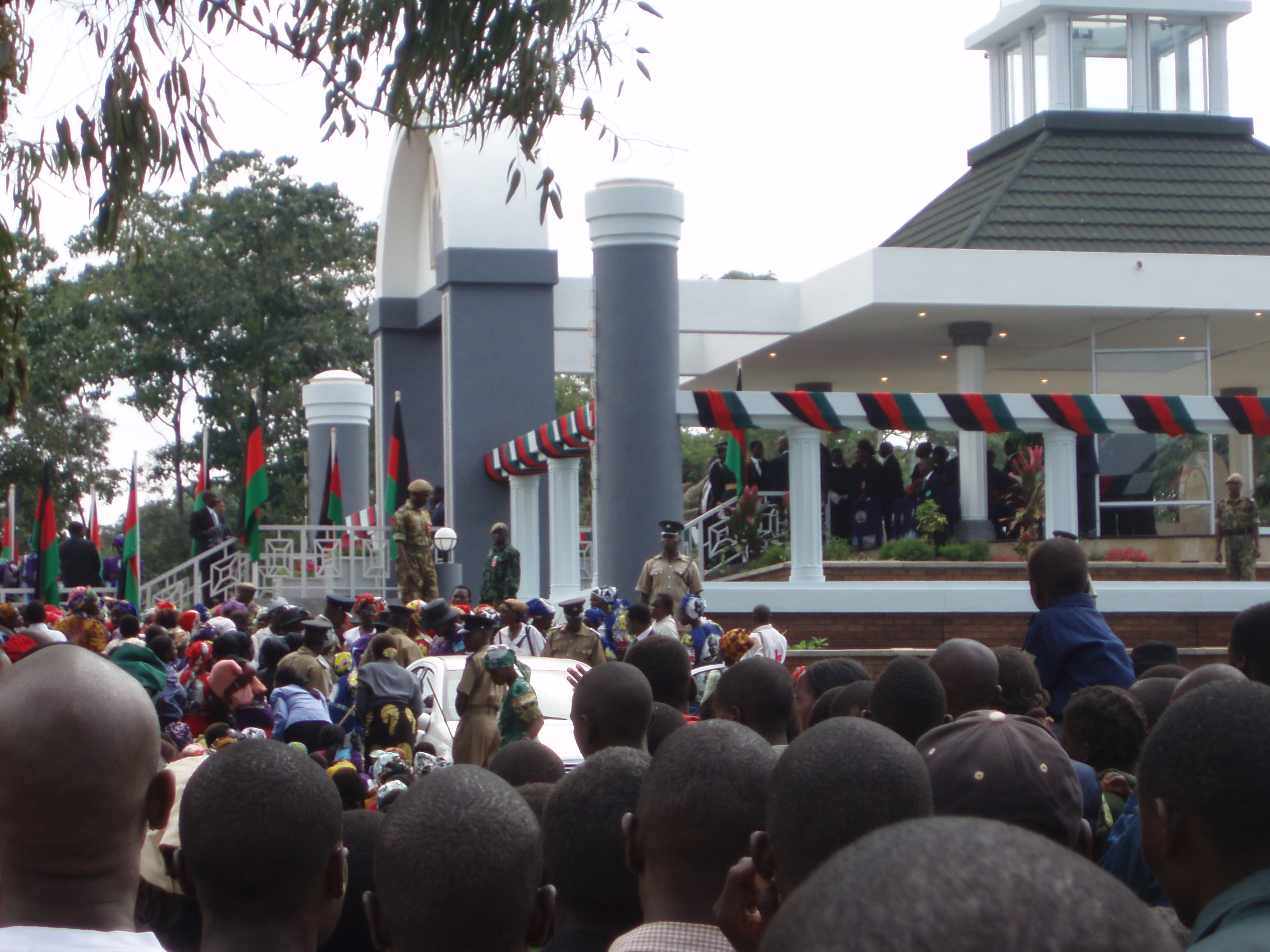
2006年全新落成的班達紀念陵寢

1994年，班达在当年的总统大选中被击败，终结其对马拉维长达30年的统治，流亡南非约翰内斯堡，并于1997年11月逝世并安葬于此。
2006年，班达被重新隆重安葬於首都利隆圭的陵寢，該陵寢附設圖書館和舞蹈廣場。陵園建設耗資60萬美元，使用大理石和花崗岩等材質，陵寢四周圓柱上嵌有班達思想的主要概念：「團結」、「忠誠」、「服從」和「紀律」的首個字母。

## 延伸阅读
- Andrew C. Ross Colonialism to cabinet crisis: a political history of Malawi,African Books Collective, 2009 ISBN 99908-87-75-6 gives extensive biographical detail on Hastings Banda

| 官衔        | 官衔                                   | 官衔                 |
| ----------- | -------------------------------------- | -------------------- |
| 前任： (无) | 尼亚萨兰总理 1961－1964 (实际至1963年) | 繼任： 职位废除      |
| 前任： 首任 | 马拉维总理 1964－1966                  | 繼任： 职位废除      |
| 前任： 首任 | 马拉维总统 1966－1994                  | 繼任： 巴基利·穆卢齐 |